# Colección Arqueológica de Edepso
La Colección Arqueológica de Edepso es una colección o museo de Grecia ubicada en la localidad de Lutrá Edipsú, en la isla de Eubea.
Esta colección fue fundada en 1987. La organización de la exposición fue realizada por Efi Sapouná. Se encuentra en un edificio del centro de hidroterapia propiedad de la Organización Nacional de Turismo de Grecia.
Esta colección contiene una serie de piezas arqueológicas procedentes de algunas excavaciones del área o de donaciones de particulares. 
Incluye objetos procedentes del yacimiento prehistórico ubicado en la colina de Kumpi como herramientas del Heládico Antiguo, cerámica del Heládico Medio, cerámica y estatuillas micénicas. Algunos otros hallazgos prehistóricos proceden del área del monte Kandili. 
Por otra parte también se encuentran restos de cerámica de periodos incluidos entre el periodo geométrico y la época romana procedentes de la antigua Edepso y de la zona de Kasteli, en Gialtra. Hay también lámparas de los periodos helenístico, romano y bizantino temprano, pesas de telar de arcilla, elementos arquitectónicos, fragmentos de relieves y de una mesa de mármol, inscripciones epigráficas, monedas, vasos de vidrio y un anillo de bronce. Entre las inscripciones destaca una donde se mencionan las famosas aguas termales que dieron fama a Edepso desde la Antigüedad. 
En otras áreas del museo se encuentran varias de las piezas más grandes de la colección: una relieve de época romana que representa los símbolos de Heracles, el arco y el león; una estatua colosal de mármol de un hombre de alto nivel social de época romana, un fragmento de una estela funeraria del siglo IV a. C. que representa un joven desnudo y fragmentos de una estatua de Heracles de época romana.